# Логинов, Анатолий Фёдорович
Анатолий Фёдорович Логинов (29 апреля 1923, Селихово, Тверская губерния — 3 ноября 2008, Москва) — Герой Советского Союза (1944), генерал-майор (1982).

## Биография
Родился 29 апреля 1923 года в деревне Селихово ныне Торжокского района Тверской области. В 1941 году окончил 10 классов школы в селе Никольское (Торжокский район).
В армии с июля 1941 года. В августе—октябре 1941 года обучался в Челябинской военной авиационной школе механиков. В 1941—1942 — курсант 30-го учебного танкового полка (город Копейск Челябинской области). В 1943 году окончил Челябинское танковое училище.
Участник Великой Отечественной войны: в июле 1943 — феврале 1944 — старший механик-водитель танка 15-го гвардейского отдельного танкового полка прорыва (Воронежский и 1-й Украинский фронты). Участвовал в Курской битве, Белгородско-Харьковской операции, освобождении Левобережной Украины, Киевских наступательной и оборонительной операциях.
Особо отличился при освобождении Левобережной Украины и форсировании Днепра. 10 сентября 1943 года его танк первым ворвался на переправу через реку Хорол в посёлке Липовая Долина (Сумская область, Украина) и удерживал её около 2 часов, уничтожив 2 танка противника. 13 сентября 1943 года в районе сёл Сергеевка, Петровка-Роменская и Венеславовка (Гадячский район Полтавской области, Украина) уничтожил 3 танка противника и много живой силы врага. 22 сентября 1943 года в числе первых в полку форсировал реку, его танк первым ворвался в село Великий Букрин (Мироновский район Киевской области, Украина) и уничтожил танк, 3 противотанковых орудия, 3 автомашины и до 30 гитлеровцев.
За мужество и героизм, проявленные в боях, Указом Президиума Верховного Совета СССР от 3 июня 1944 года старшему технику-лейтенанту Логинову Анатолию Фёдоровичу присвоено звание Героя Советского Союза с вручением ордена Ленина и медали «Золотая Звезда».
В 1948 году окончил Военную академию бронетанковых и механизированных войск. До 1952 года служил офицером разведки в танковых войсках (в Одесском и Ленинградском военных округах). В 1951 году окончил Высшие академические курсы офицеров разведки.
В 1956 году окончил Военно-дипломатическую академию. В феврале 1957 — марте 1958 — помощник военного атташе при Посольстве СССР в Великобритании, в октябре 1959 — декабре 1961 — помощник военного атташе при Посольстве СССР в Канаде. В 1958—1959 и 1962—1966 — старший офицер в Главном разведывательном управлении Генштаба. В январе 1967 — апреле 1972 — военный атташе при Посольстве СССР в Непале. В 1972—1980 — преподаватель кафедры вооружённых сил и новой военной техники Военно-дипломатической академии. В октябре 1980 — ноябре 1985 — военный и военно-воздушный атташе при Посольстве СССР в Монголии. 
С июня 1986 года генерал-майор А. Ф. Логинов — в запасе.
Жил в Москве. 
Скончался 3 ноября 2008 года. Похоронен на Митинском кладбище в Москве.

## Награды и звания
- Герой Советского Союза (3.06.1944)
- Орден Ленина (3.06.1944)
- Орден Отечественной войны I степени (11.03.1985)
- Орден Отечественной войны II степени (5.10.1943)
- Орден Красной Звезды (30.12.1956)
- Орден «За службу Родине в Вооружённых Силах СССР» III степени (30.04.1975)
- Медаль «За боевые заслуги» (13.06.1952)
- Другие медали
- Орден «За боевые заслуги» (Монголия, 25.10.1983)
- Другие иностранные награды

## Воинские звания
- Техник-лейтенант (1.04.1943)
- Старший техник-лейтенант (24.04.1944)
- Капитан (17.06.1947)
- Майор (28.04.1951)
- Подполковник (21.02.1957)
- Полковник (29.06.1963)
- Генерал-майор (16.12.1982)

## Память
- В городе Торжок на мемориале «Аллея Памяти» установлена мемориальная доска А. Ф. Логинову.
- В Марьина Горка (Беларусь). Мемориал в честь 8-й Гвардейской Краснознаменной танковой дивизии. Один из памятных знаков посвящён Герою.

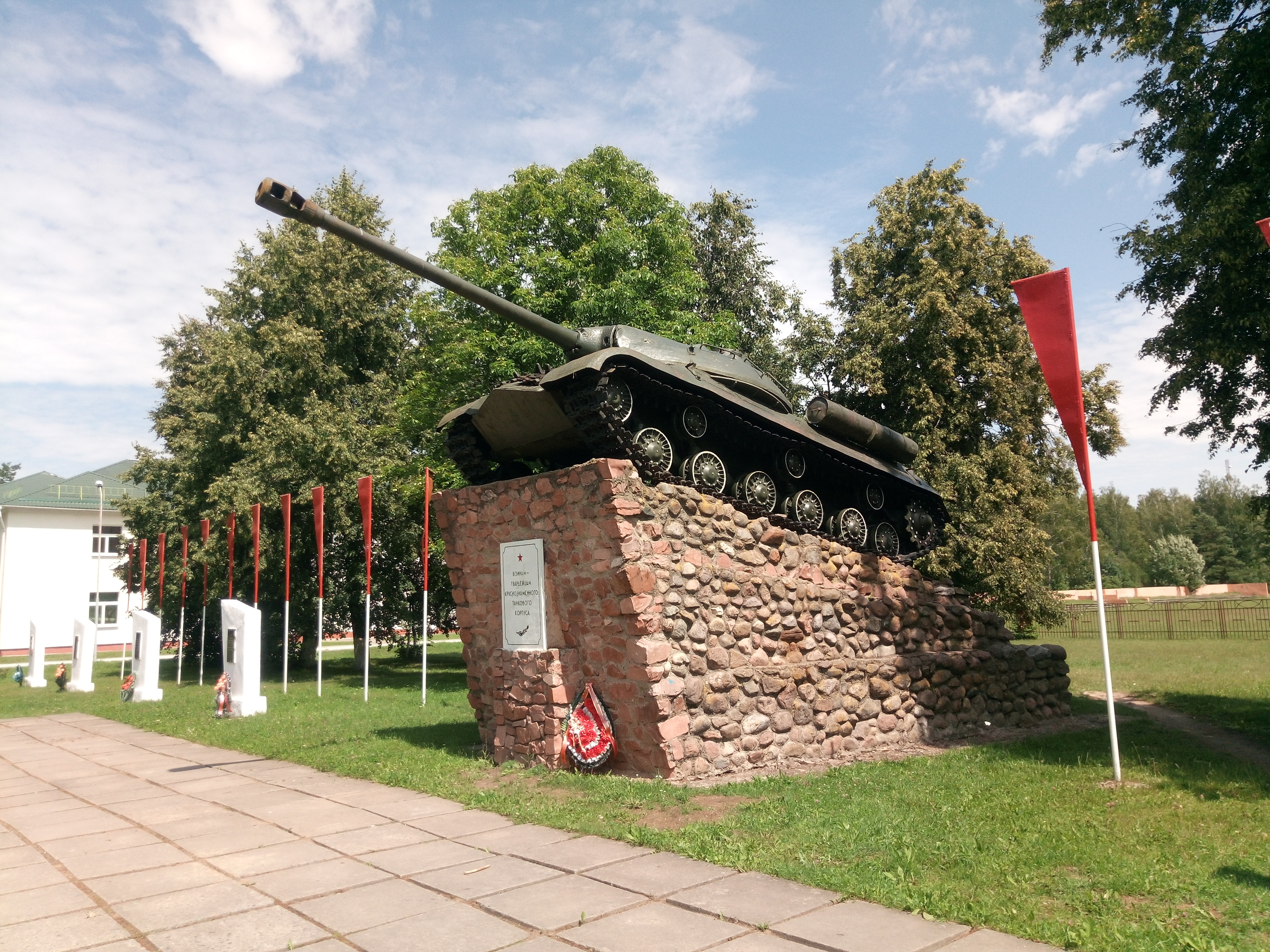
Марьина Горка. Памятник воинам-гвардейцам Краснознамённого танкового корпуса.
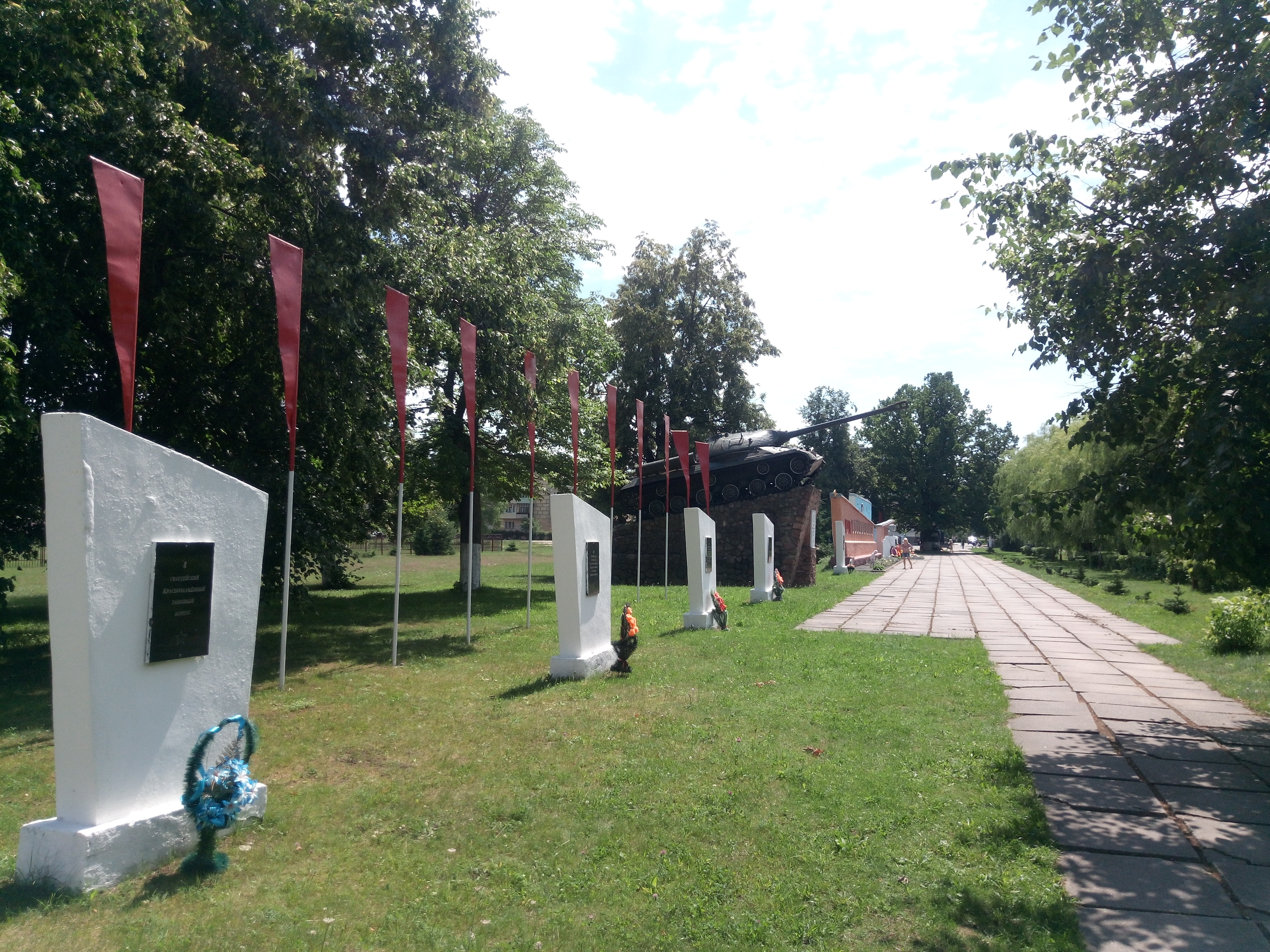
Марьина Горка. Мемориал 8-й танковой дивизии.
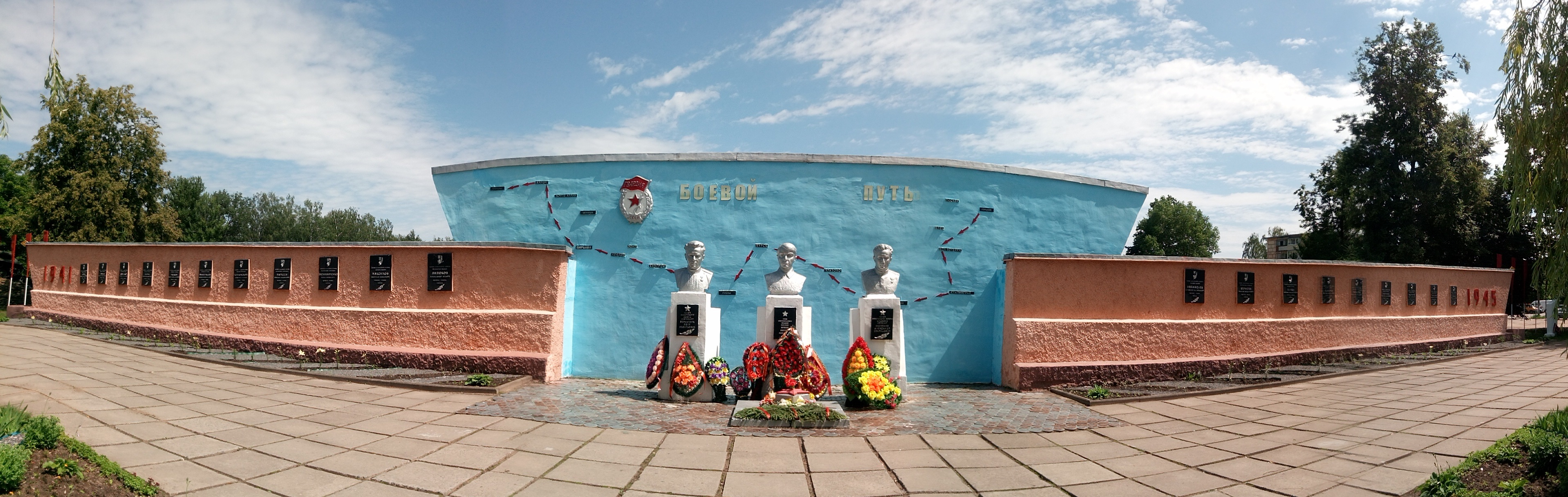
Марьина Горка. Мемориал 8-й танковой дивизии.
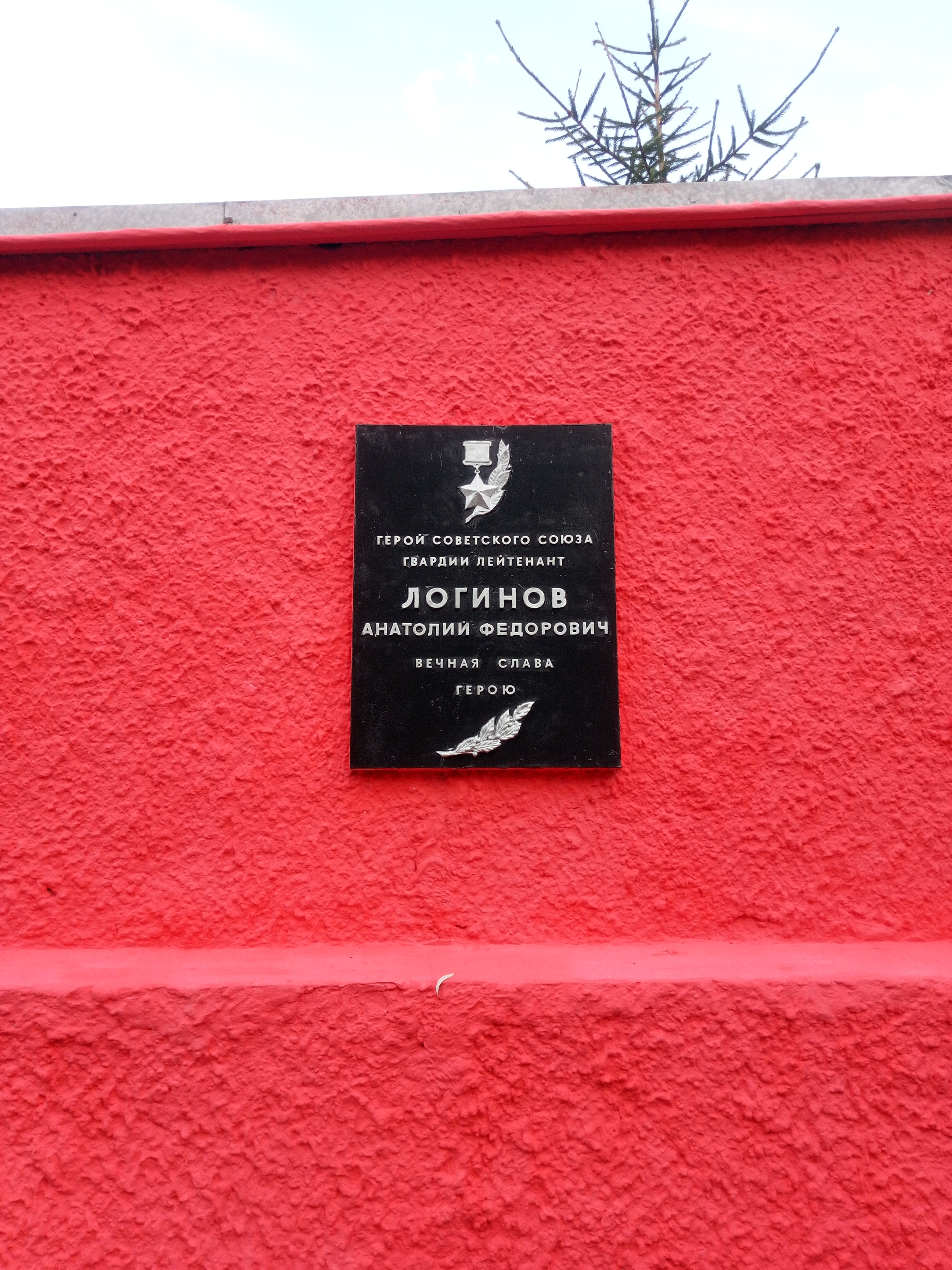
Марьина Горка. Мемориал 8-й танковой дивизии. Памятная доска.